# Derrubadas
Derrubadas är en kommun i Brasilien.   Den ligger i delstaten Rio Grande do Sul, i den södra delen av landet, 1 400 km söder om huvudstaden Brasília. Antalet invånare är 3 190.
Trakten runt Derrubadas består till största delen av jordbruksmark. Runt Derrubadas är det ganska glesbefolkat, med 21 invånare per kvadratkilometer.